# Iglesia de San Esteban (Eusa)
La iglesia de San Esteban se ubica en la localidad de Eusa, dentro del municipio navarro de Ezcabarte. Levantada entre finales del siglo XI y principios del siglo XII, presenta una galería lateral porticada bien conservada que supone que esté considerada como uno de los ejemplos más interesantes de arquitectura rural románica en Navarra siguiendo «el ejemplo ofrecido en tierras sorianas» de forma análoga a otros casos como Sagüés, Larraya, Gazólaz, Ochovi o Larumbe. Está a 8 km por carretera, hacia el norte, de Pamplona, a la vera de una de las rutas del Camino de Santiago en Navarra. Desde el 7 de diciembre de 1983 está declarada como Bien de interés cultural.

## Historia
Se conoce su existencia en el año 1090 gracias a la documentación del monasterio de Leyre que la menciona en un acta en la que se autorizaba a los vecinos de Ezcaba a plantar viñas y labrar las tierras del término de Eraso, propiedad del monasterio.

## Descripción
Esta iglesia parroquial es un ejemplo del románico navarro en una etapa avanzada -segunda mitad del siglo XII- donde se evidencia la «extraordinaria permeabilidad a los influjos foráneos de las más variadas procedencias» en la línea de «la arquitectura castellana de la zona de Soria-Segovia-Burgos, en la que tales pórticos constituyen un elemento frecuente y característico.»
Presenta aspectos singulares y atípicos como es la presencia de la torre en el centro de una nave estrecha dividida en tres tramos claramente diferenciados, con una cabecera recta, cubierta con una bóveda de cañón apuntada.
En el lado del Evangelio presenta un pórtico formado por cinco tramos separados por contrafuertes, donde los tres tramos centrales se corresponde con la puerta de acceso, compuesta con tres arquivoltas de medio punto sobre columnas, y otros dos tramos con sendas galerías de triples arcos de medio punto sobre columnas con cimacio, capitel y basa. Los capiteles esta ricamente decorados.

## Galería

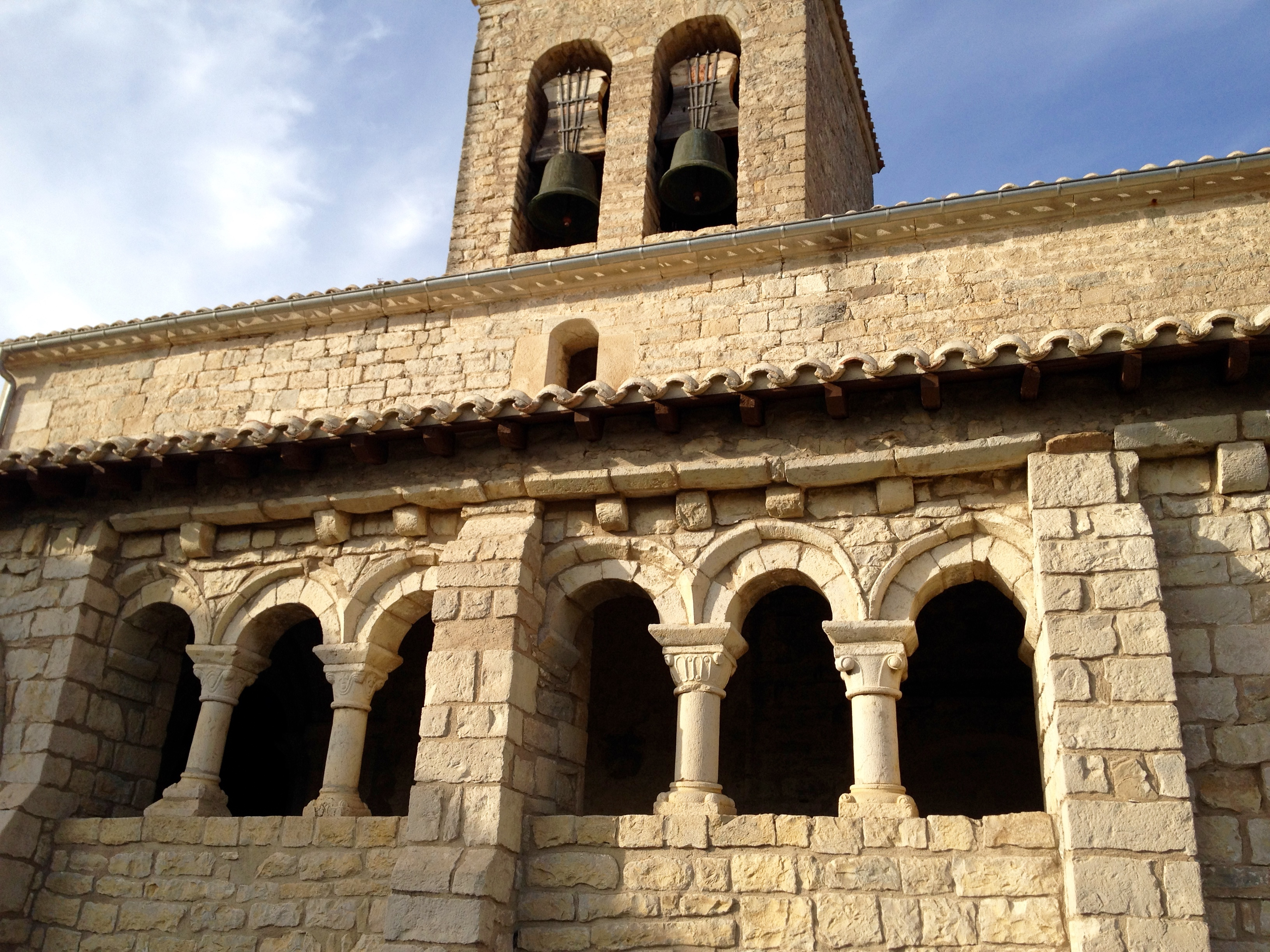
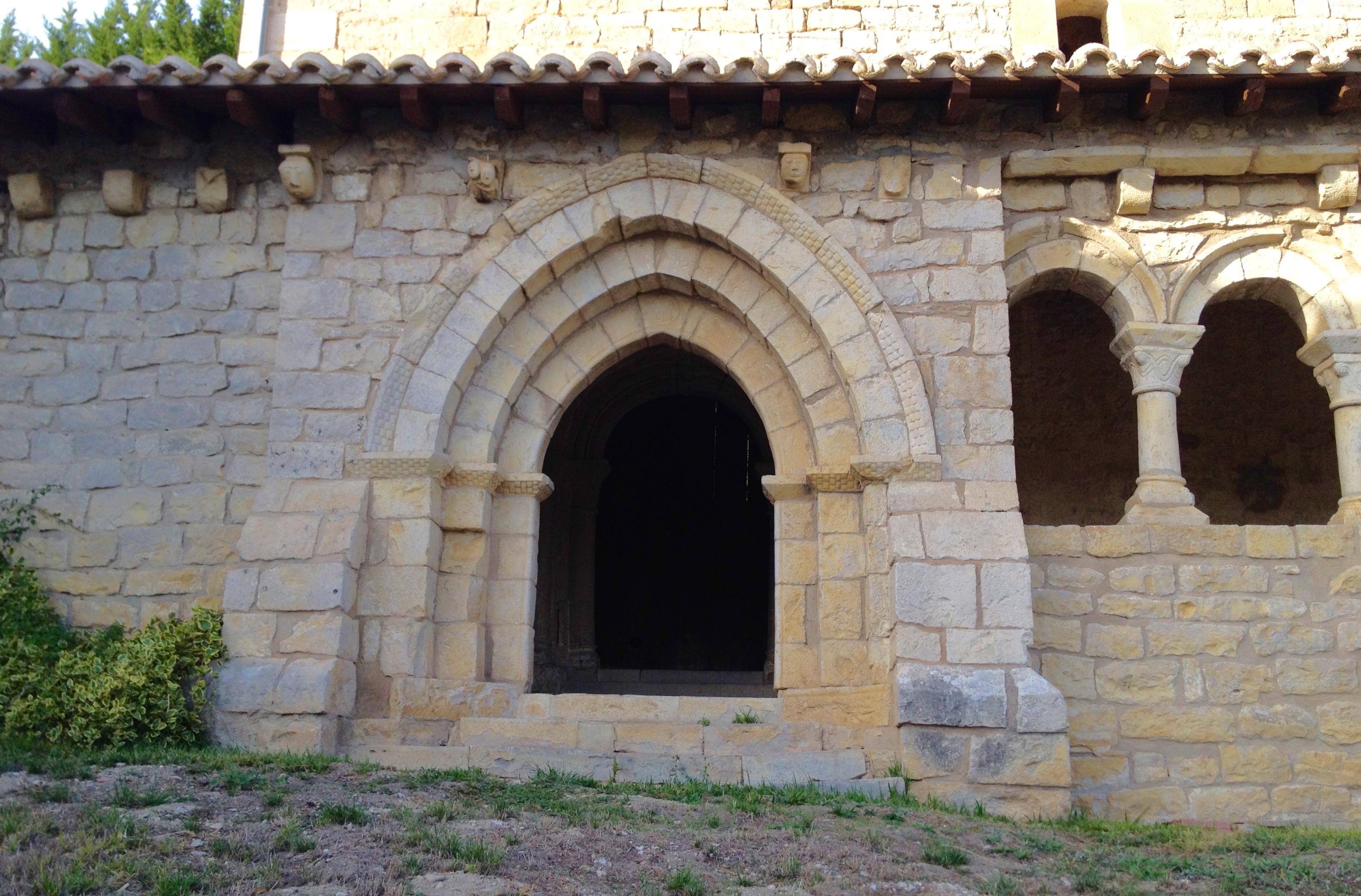
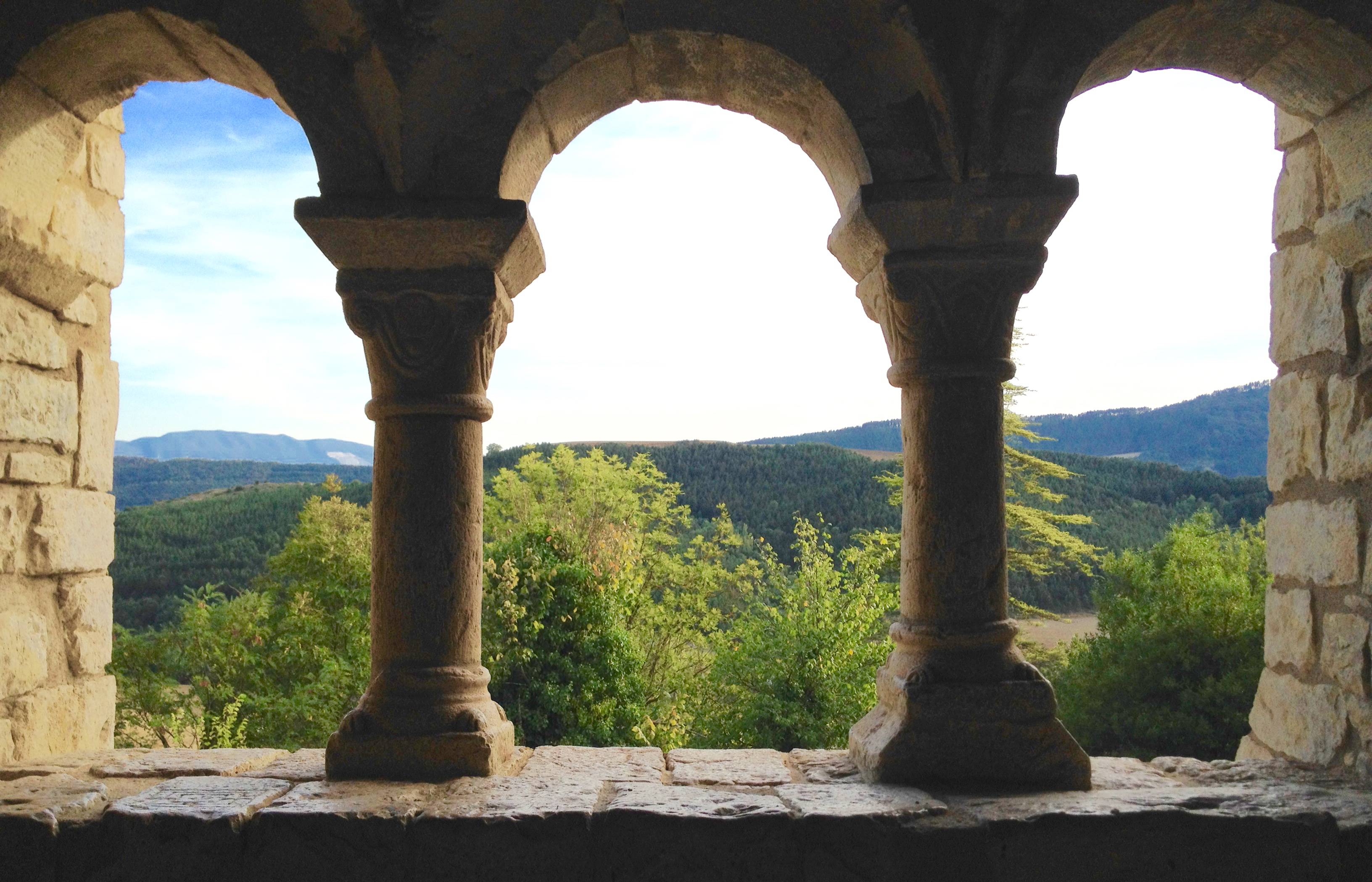
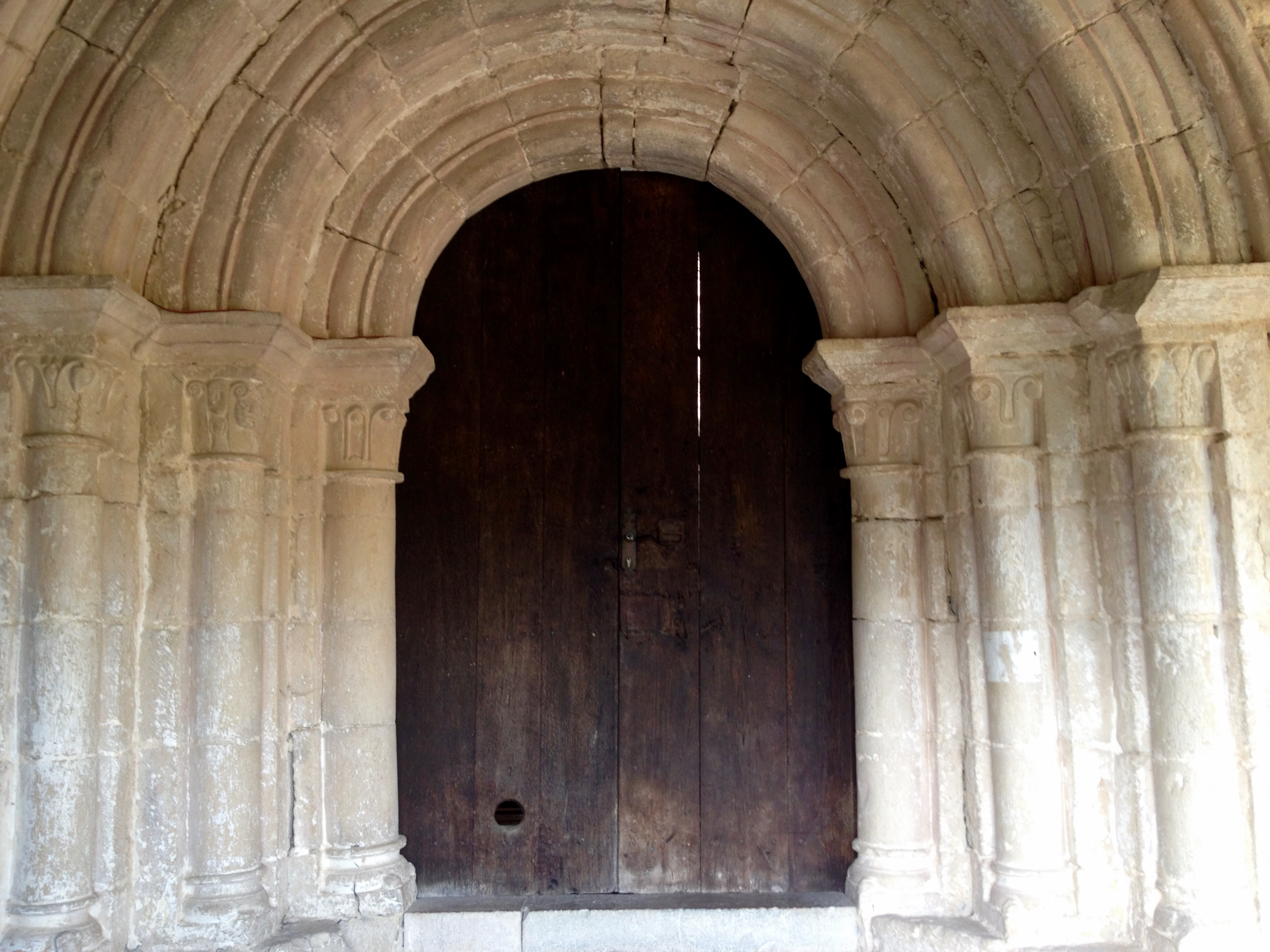
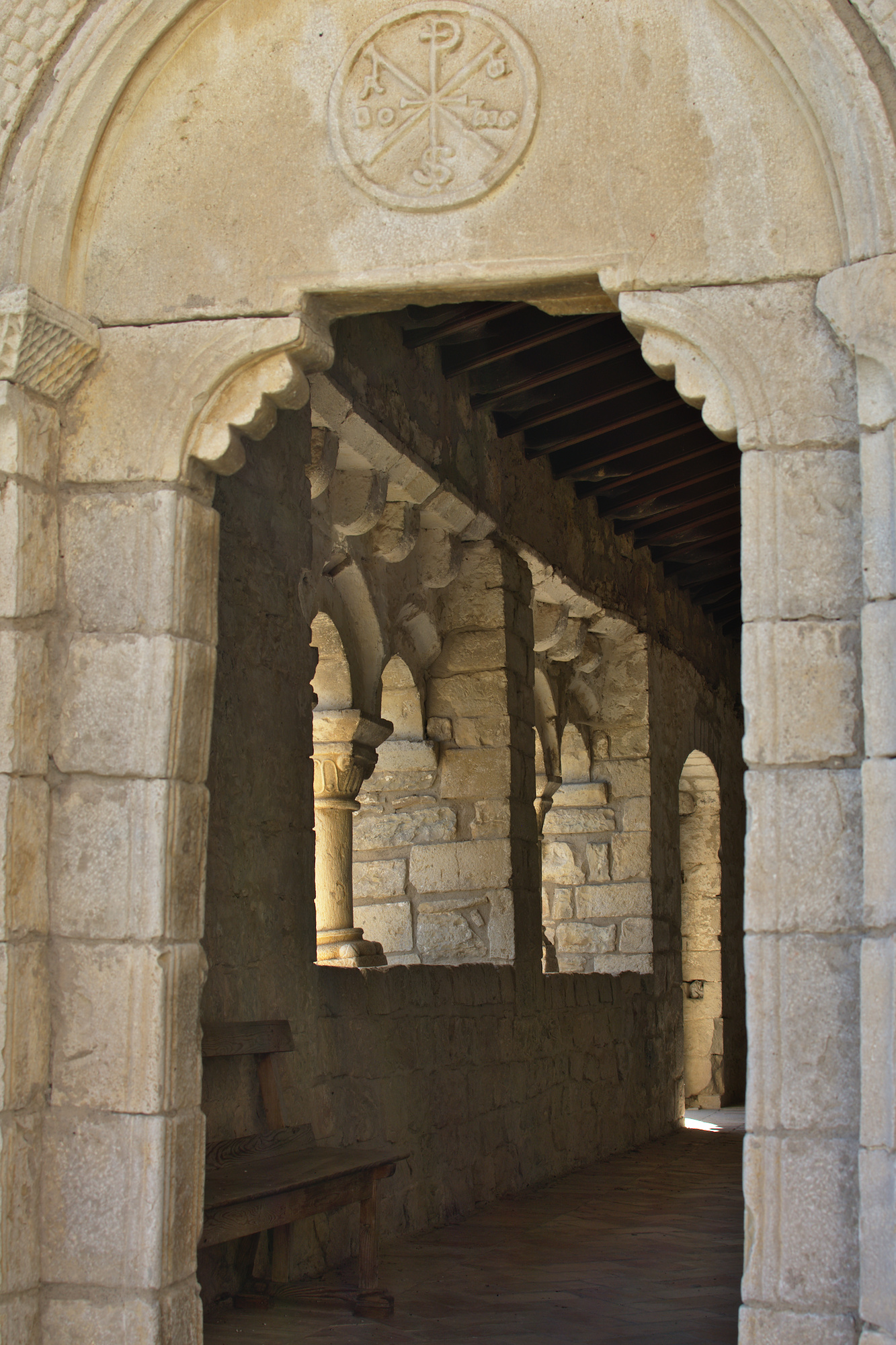
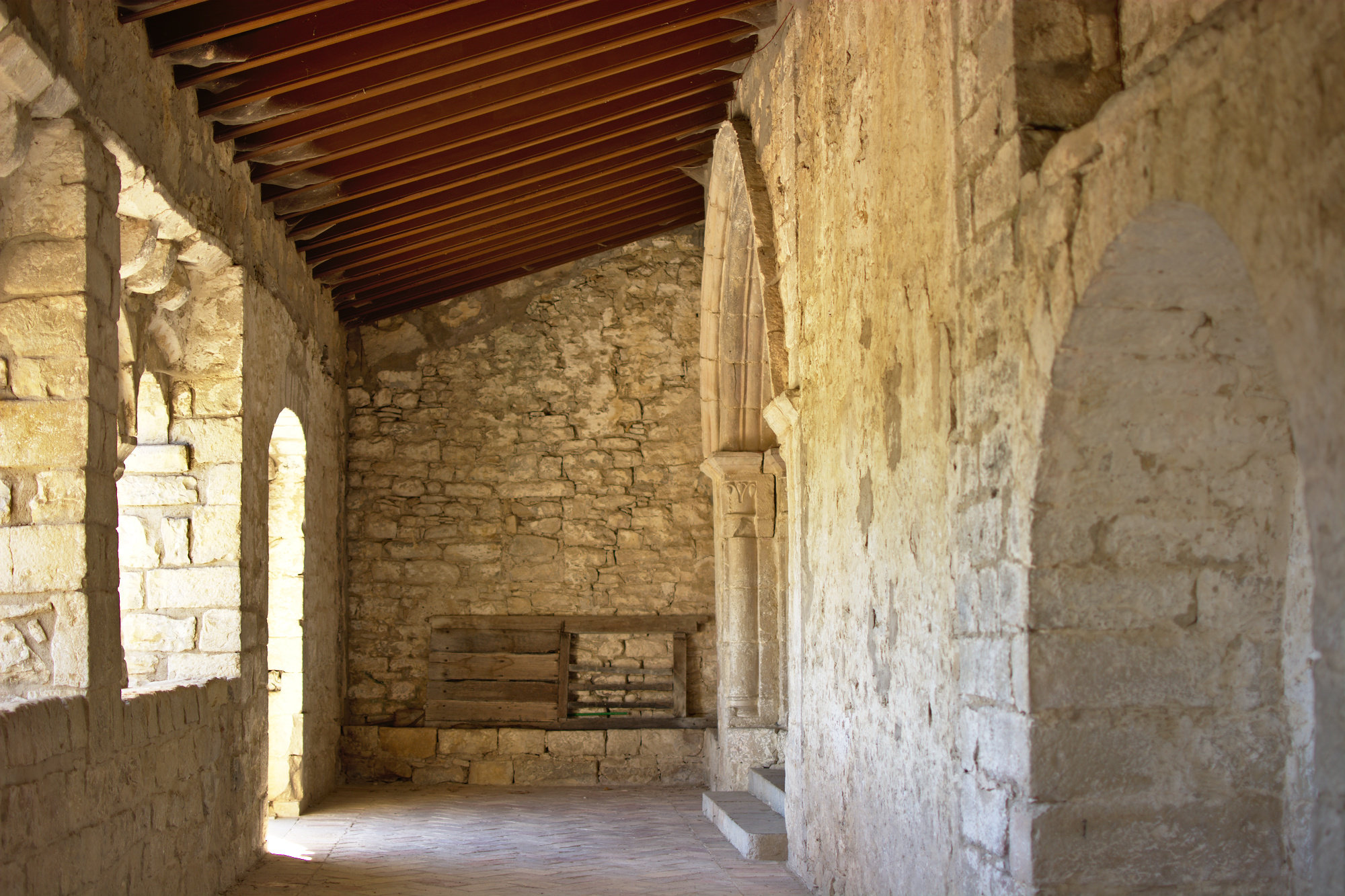
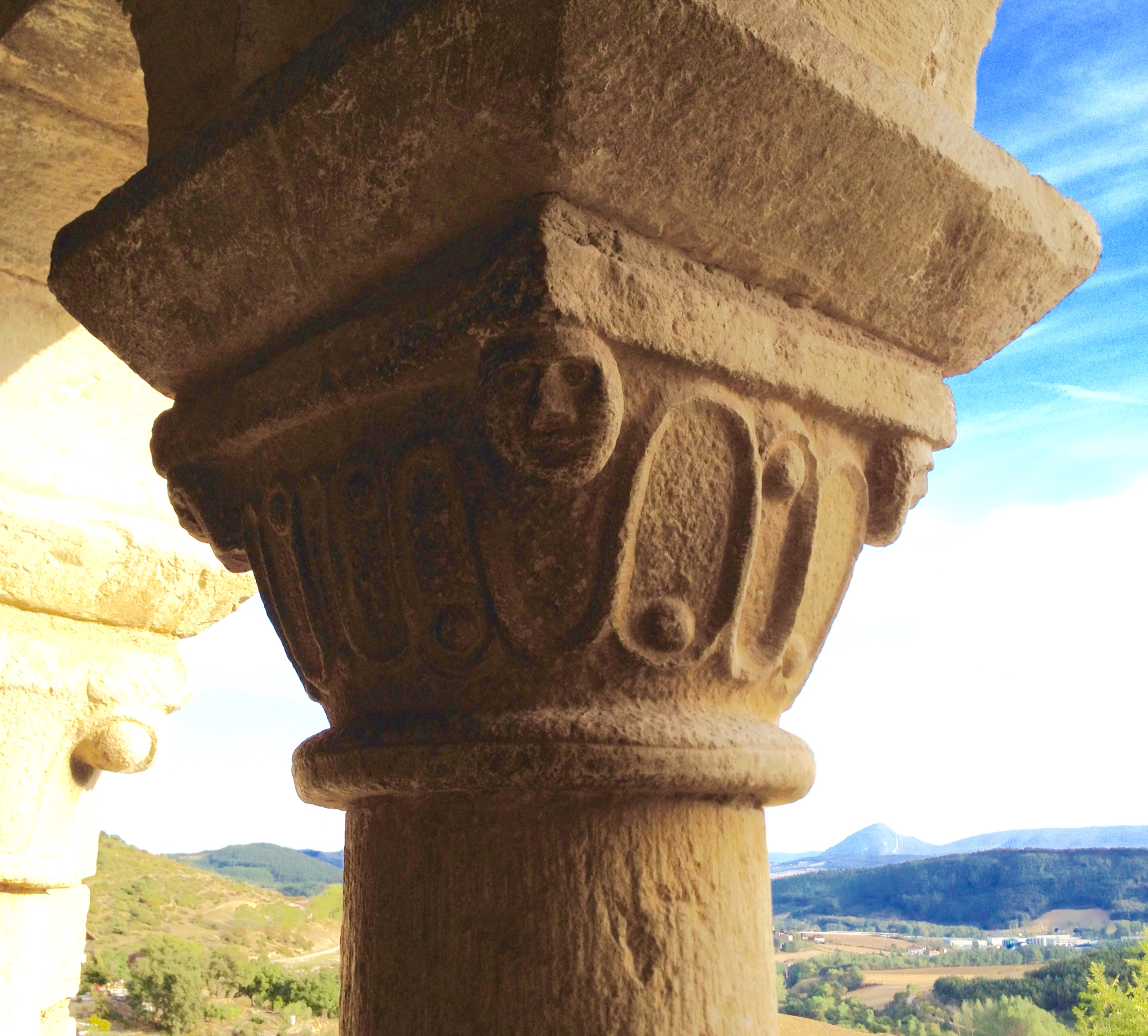
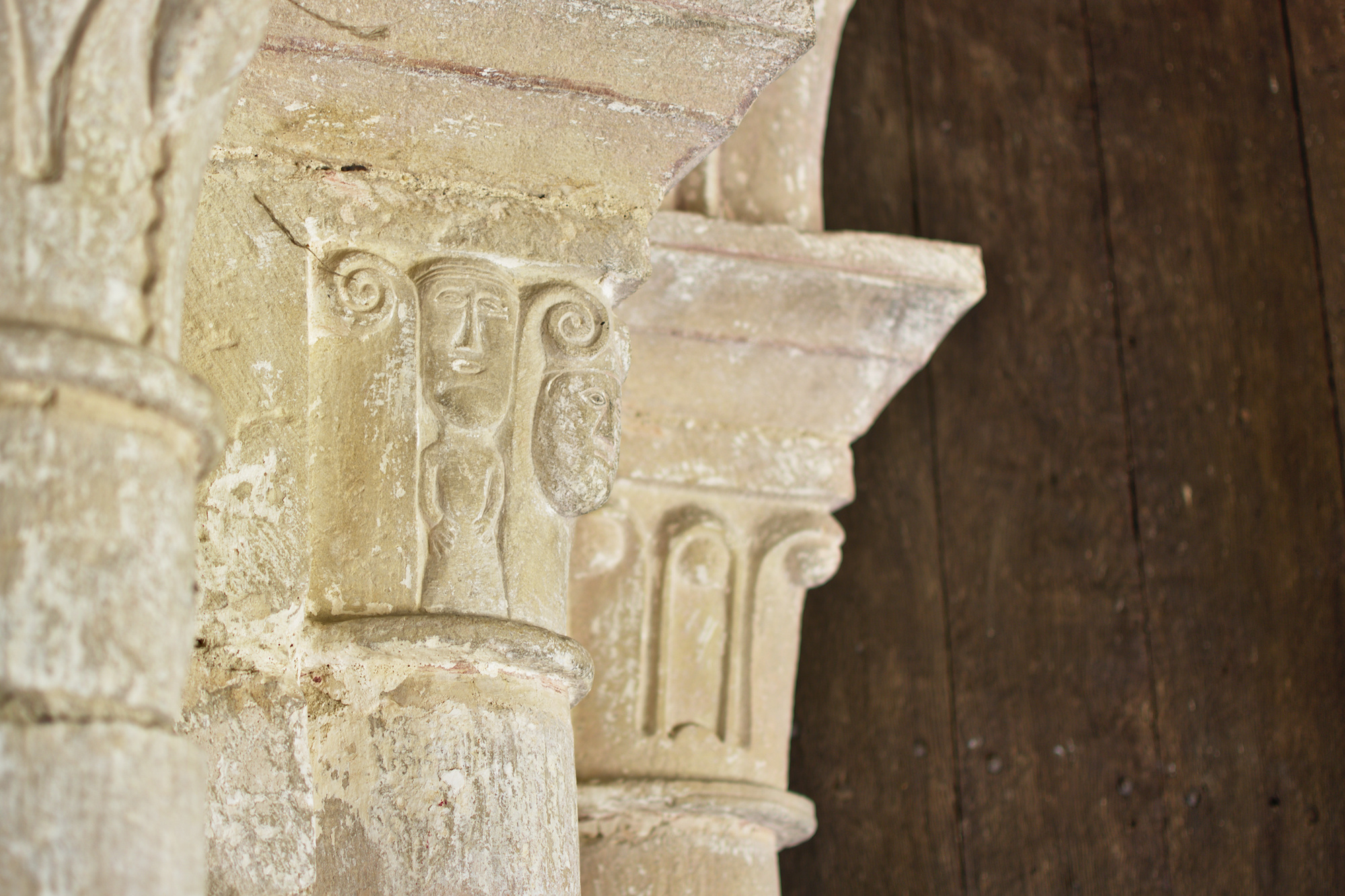